# 北九州高速鉄道1000形電車
北九州高速鉄道1000形電車（きたきゅうしゅうこうそくてつどう1000がたでんしゃ）は、北九州高速鉄道が製造し同社小倉線で運用している跨座式モノレール車両（電車）である。

## 概要
1985年（昭和60年）1月の開業当初から現在まで使用されている同社唯一の旅客用車両。全電動車方式・チョッパ制御式の4両編成の車両である（現在はVVVFインバータに換装）。開業当初よりワンマン運転に対応。

## 構造

### 車体
軽合金製。騒音を軽減することと油滴等の落下防止のため台車部まで含めスカートで覆い、内側に吸音材を使用している。
正面は進行方向向かって右側にオフセットされた非常口を装備する。また、運転席窓上の行先表示は「小倉 - 企救丘」固定である。車両間の貫通路の幅は広い。
オリジナルの塗装は開業時の公募によるもので、クリーム色の地に青色の帯を配している。先頭部の屋根上には発光信号灯と呼ばれる赤色灯が設置されている。

### 車内
車内はロングシートで、走行装置関係をすべて床下に配置しているためタイヤハウスの出っ張りのないフラットな床になっている（そのため当時のモノレールとしては腰の高い外観となっている）。
乗務員室は右側運転台構造で、マスコンは左手操作形を採用している。

### 増備と塗装変更
1998年（平成10年）4月の小倉駅 - 平和通駅間延伸に伴い、第10編成を新造。従来車と比べて前面がフラットになっている。また、近年クリーム色に青だった塗色を、順次青から他の色へ塗り替えている。また、1998年には小倉駅延伸を記念して期間限定で画家のジミー大西がデザインした塗装を施した編成もあった。2020年頃から、順次青塗装に戻っている。
2010年（平成22年）3月27日からは開業25周年を記念し、少年期を北九州市内で過ごした松本零士の漫画『銀河鉄道999』の登場人物らを描いたラッピングを施した編成が3年間の予定で運行を開始した。
01編成は2016年4月20日を以て営業運転を終了、同年度内に除籍された。除籍理由は黒字体質への転換に向けた経費節減のためとされている。2024年10月に企救丘車両基地で廃車解体された。
2022年（令和4年）8月7日から、04編成が同市にある西南女学院大学の創立100周年を記念した塗装となった。外装は蘇芳色（すおういろ）をベースとし、両端にはステンドグラスを模したラッピングが施されている。来年8月初めごろまでの運行を予定している。

### 編成
| 編成   | 落成年           | 製造会社 | 製造区分 | 1000N改造    | 塗装変更(他色) | 塗装変更(青色) | 運用離脱  | 廃車解体   | 備考                                             |
| ------ | ---------------- | -------- | -------- | ------------ | -------------- | -------------- | --------- | ---------- | ------------------------------------------------ |
| 01編成 | 1981年(昭和56年) | 日立     | 先行車   | 更新されず   | 橙色           | 塗装されず     | 2016年4月 | 2024年10月 |                                                  |
| 02編成 | 1983年(昭和58年) | 日立     | １次車   | 更新時期不明 | 紫色           |                |           |            |                                                  |
| 03編成 | 1983年(昭和58年) | 日立     | １次車   | 2016年       |                | 2016年3月      |           |            |                                                  |
| 04編成 | 1984年(昭和54年) | 日立     | １次車   | 更新時期不明 | 桃色           | 2021年7月      |           |            |                                                  |
| 05編成 | 1984年(昭和54年) | 日立     | １次車   | 2015年       | 水色           | 2021年7月      |           |            | 開業30周年ラッピング列車とブルーモケットに交換。 |
| 06編成 | 1984年(昭和54年) | 日立     | １次車   | 更新時期不明 |                |                |           |            | 開業40周年ラッピング列車。                       |
| 07編成 | 1984年(昭和54年) | 川崎重工 | １次車   | 2013年       | 黄色           | 2024年10月     |           |            | 吊り革が黄色                                     |
| 08編成 | 1984年(昭和54年) | 川崎重工 | １次車   | 2014年       | 赤色           | 2021年12月     |           |            |                                                  |
| 09編成 | 1984年(昭和54年) | 川崎重工 | １次車   | 更新時期不明 | 緑色           |                |           |            | 吊り革が緑色                                     |
| 10編成 | 1998年(平成10年) | 川崎重工 | ２次車   | 未更新       |                |                |           |            | 前面がフラットになっている。                     |

## リニューアル工事
本形式は製造から20年以上が経過した2007年度より、制御装置の更新工事が開始された。
更新前は電機子チョッパ制御（2,500V - 400Aの逆導通サイリスタ使用・1C8M制御・1編成2台）から日立製作所製のIGBT素子（2,000 V - 600A）を使用したVVVFインバータ制御（3レベル方式・1C2M3群制御構成・1編成2台）に更新した。主電動機（かご形三相誘導電動機）は100kW出力に向上させ、4M（全電動車・全台車に電動機を装加）から先頭車の前位寄り台車を付随台車とした3M1T相当に変更した。
VVVFインバータ装置は最新式のもので、32ビットマイコンによる全デジタル演算制御、ベクトル制御、全電気ブレーキ対応、定速運転機能付きのものである。

## 今後の予定
北九州高速鉄道では2026年から2037年にかけて現有する本形式9編成の置き換えを行うことを計画しており、資金面の問題から新型車両の設計にあたっては本形式の仕様を踏襲することを原則としつつ、CBTCによる自動運転（ただし高架上を走行するため保安要員1名の乗車が必須）や、蓄電池駆動など新技術の導入を検討しているが、新製投入では更新に時間を要することから本形式の改造を行う可能性も示唆している。

## 諸元
※1次車登場時のもの。
- 最大寸法（長さ×幅×高さ）：14,800mm/13,900mm（Mc車/M車）×2,980mm×4,920mm
- 自重：27.0t/26.0t（Mc車/M車）
- 編成定員：478人（座席148人）
- 主電動機：EFZD-H60型[6] 各車75kW×4台（日立製作所製）
- 制御方式：電機子チョッパ制御（回生ブレーキ付）（日立製作所製）
- 駆動方式：2段減速直角駆動方式（歯数比5.68）
- ブレーキ：電気指令式空気ブレーキ
- 空調装置：1両あたり2台（冷房：18.60kW（16,000kcal/h）、暖房：13.95kW（12,000kcal/h））
- 最高運転速度：65km/h
- 補助電源装置：電動発電機（MG）65kVA容量

## ギャラリー

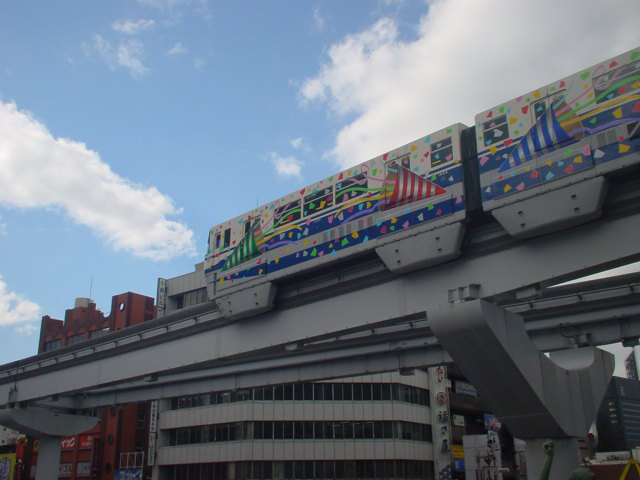
青帯塗装（ラッピング入り、2005年1月撮影）
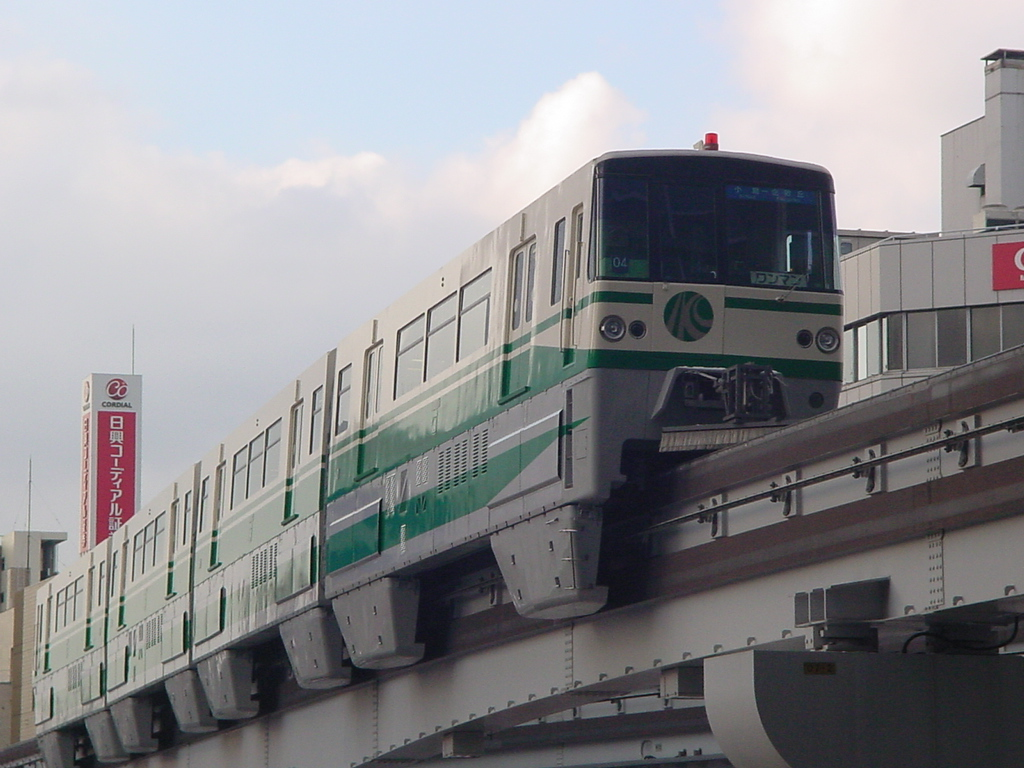
緑帯塗装（2006年2月撮影）
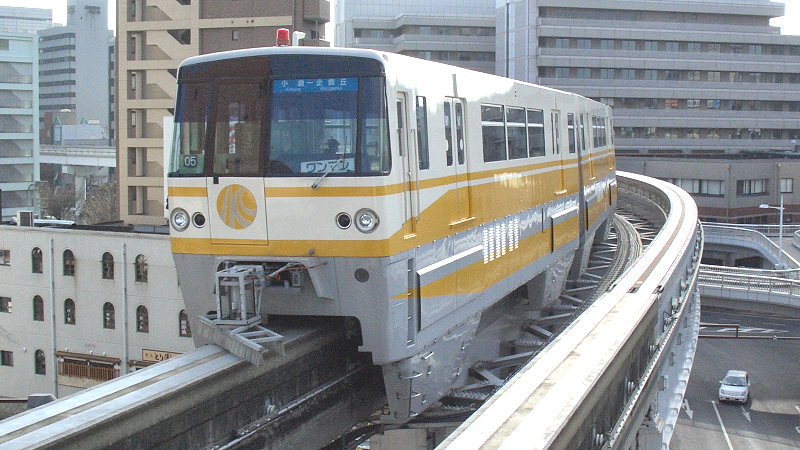
黄帯塗装（2007年1月撮影）
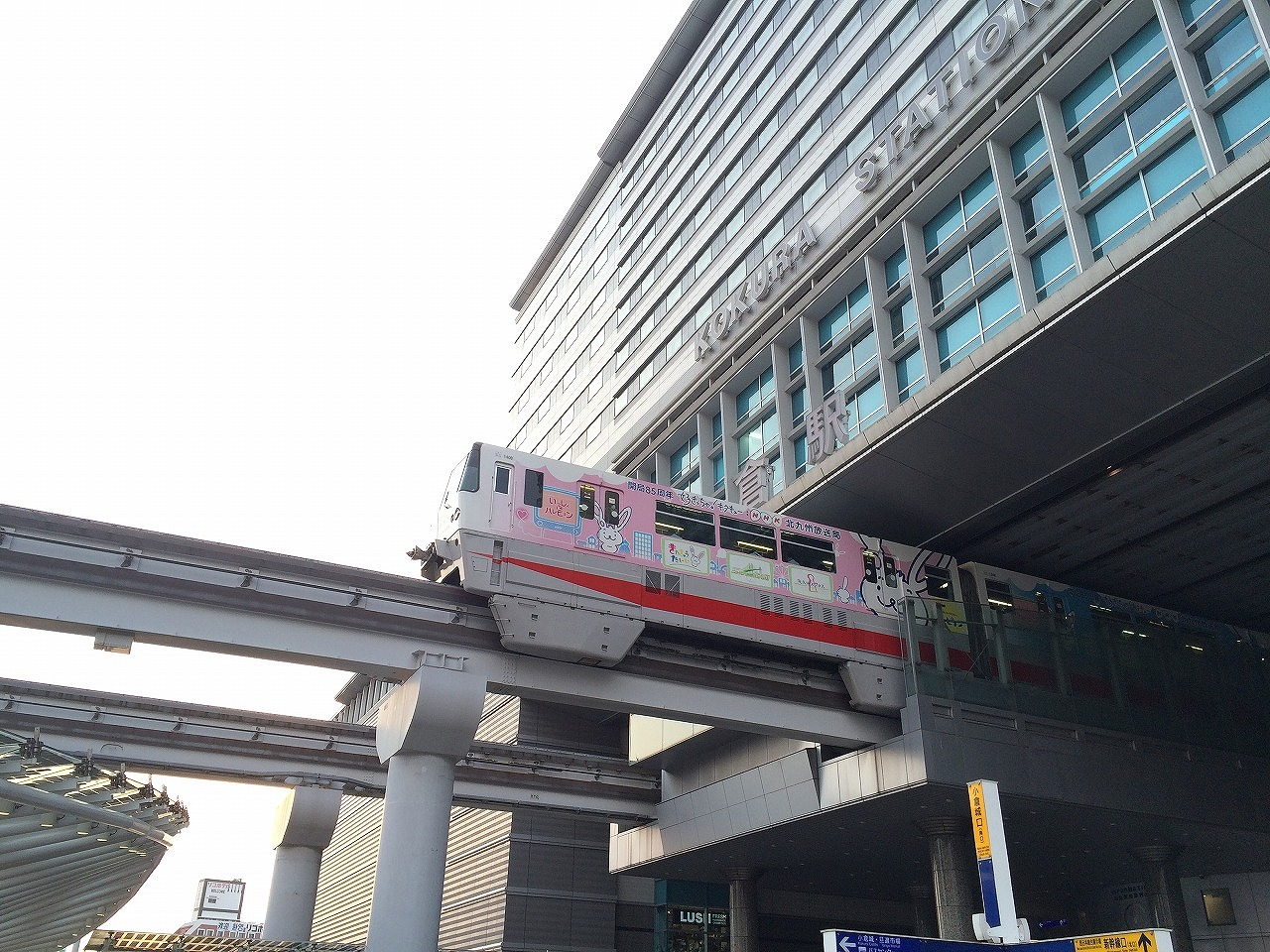
赤帯塗装（NHK北九州放送局開局85周年記念ラッピング、2016年7月撮影）
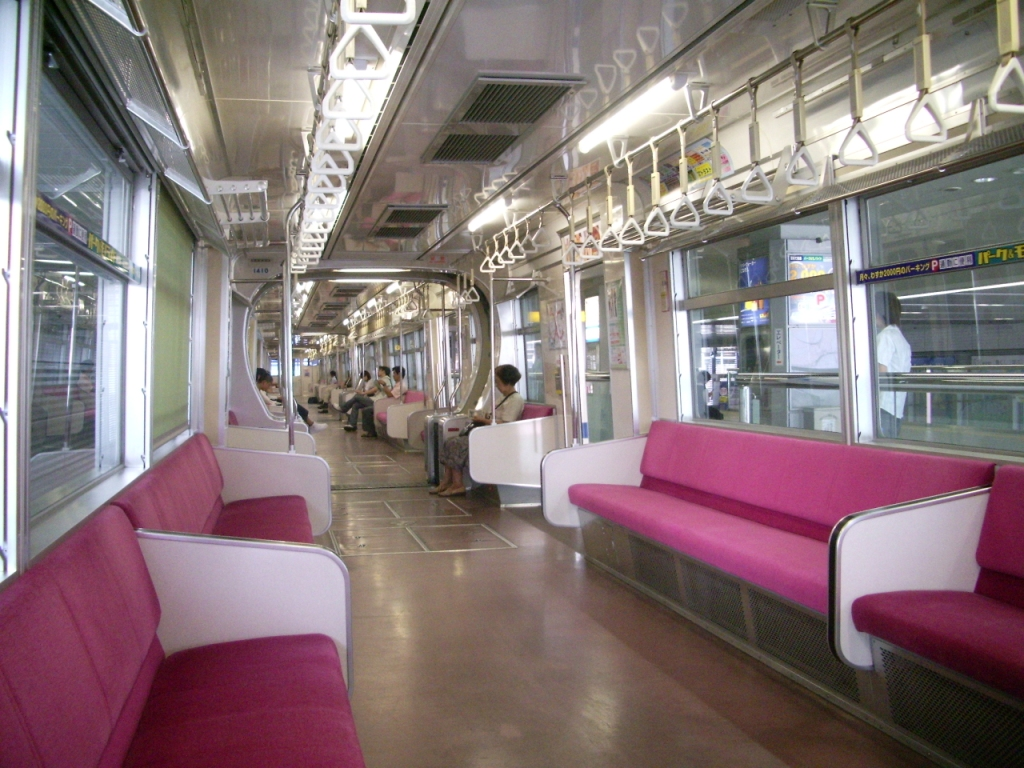
車内（2006年9月撮影）